# 安东尼·特罗洛普
安东尼·特罗洛普（英語：Anthony Trollope，/ˈtrɒləp/ TROL-əp；1815年4月24日—1882年12月6日），英国维多利亚时代最为出色的長篇小說家之一。

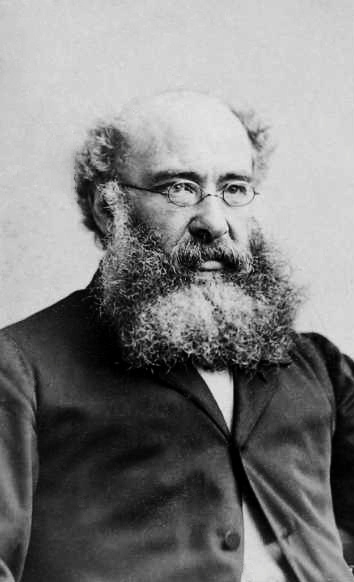